# Listerdaleova tajna
Listerdaleova tajna (izdan 1934.) je zbirka od 12 misterija koju je napisala Agatha Christie.

## Radnja
Dvanaest misterioznih slučajeva: tajanstveni nestanak lorda Listerdala; gospođu Alix progoni bivši zaručnik; neobični susret u vlaku; istraga o ubojstvu; neočekivana promjena naravi povučene osobe; umirovljeni inspektor u potjeri za ubojicom; mlada djevojka u ulozi grofice itd. - svi oni imaju nešto zajedničko! Vještu ruku "kraljice krimića" Agathe Christie. 
"Ovo je, bez iznimke, djelo iskusne i umjetničke kuharice krimi priča." - Times Literary Supplement.

## Poveznice
- Gonič smrti
- Svjedok optužbe